# Áreas protegidas de Nueva Zelanda

Parques nacionales de nueva Zelanda marcados en verde

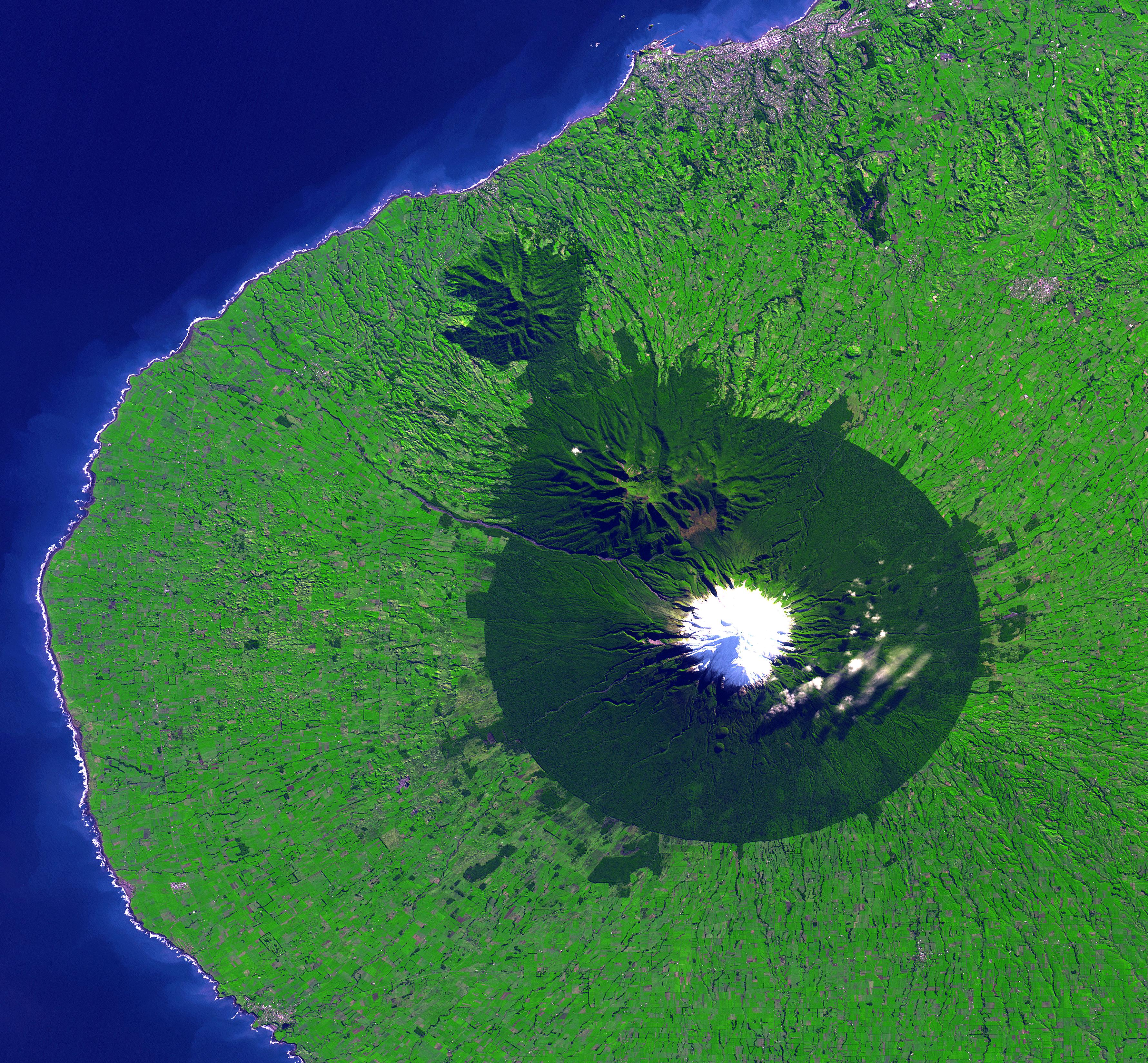
Foto aérea del Parque nacional Egmont, que ocupa la zona boscosa en torno al monte Egmont, un estratovolcán al oeste de Nueva Zelanda.

En Nueva Zelanda había, en 2020, y según la IUCN, 10.449 áreas protegidas que ocupan 90.051 km², el 33,4% del área terrestre del país (269.652 km²), y 1.249.447 km² de superficie marina, el 30,42% del área marina que pertenece al país, 4.106.954 km². Del total de áreas protegidas, 15 son parques nacionales, 44 son reservas marinas, 58 son reservas naturales, 74 son refugios naturales, 54 son áreas de conservación, 12 son santuarios de la naturaleza, 2 son Te Urewera (un área muy boscosa, poblada de forma dispersa en zona de colinas en el norte de Nueva Zelanda), 6 son áreas naturales, 100 son reservas científicas, 14 son áreas santuario, 1.699 son reservas escénicas, 113 son áreas ecológicas, 3 son áreas de conservación, 2.623 son áreas sostenibles según el concepto de mayordomía, 857 son áreas privadas con un acuerdo de conservación (conservation covenant), 1 es un área marina protegida (islas de Sugar Loaf), 17 son reservas gubernamentales, 12 son áreas de gestión natural, 20 son áreas bentónicas protegidas, 5 son reservas con propósitos específicos, 17 son áreas marinas restringidas (Seamount closures), 1 es un área de protección especial (isla de Breaksea) y 4729 son espacios abiertos convenidos o con un acuerdo de conservación (open space covenants). De estas, 3 son patrimonio de la Humanidad y 6 son sitios Ramsar.

## Covenants
La protección de la biodiversidad en propiedades privadas es la actividad principal del Queen Elizabeth II National Trust, creado en 1977 y que registra en la actualidad 4729 zonas pactadas (convenants) repartidas por todo el país. Aproximadamente el 70 % de Nueva Zelanda (19 millones de ha, de los que 16 millones de ha son granjas) son de propiedad privada. De esta extensión, 187.202 ha (1872 km²) están registradas como áreas pactadas de conservación.

## Parques nacionales
- Parque nacional Abel Tasman
- Parque nacional Aoraki/Mount Cook
- Parque nacional Egmont
- Parque nacional de Fiordland
- Parque nacional de Kahurangi
- Parque nacional de los Lagos Nelson
- Parque nacional del Monte Aspiring
- Parque nacional de Paparoa
- Parque nacional del Paso de Arthur
- Parque nacional de Rakiura
- Parque nacional de Te Urewera. Fue establecido en 1954 y dejó de ser parque nacional en 2014 para pasar a disgregarse en dos zonas llamadas Te Urewera, debido a las reclamaciones del pueblo tuhoe, que ha pasado a gestionar el parque. Sigue cumpliendo los criterios de parque nacional, pero está gestionado por la junta de Te Urewera. El país de Te Urewera incluye todas las tierras al este del río Rangitaiki y las zonas altas del río Waioeka. El extremo sur está marcado por la montaña Maungataniwha, el río Waiau y el lago Waikaremoana. Aparte del valle Ahikereru, y algo de tierra en torno a Ruatahuna y Maungapohatu, el país es montañoso, con picos que culminan entre 600 y 1500 m. En sus límites se añzan tres montañas, Ikawhenua, Huiarau, and Maungapohatu, y gran parte de la región está cubierta de bosque denso.[6]
- Parque nacional de Tongariro
- Parque nacional Westland
- Parque nacional de Whanganui
- El decimoquinto sería una ampliación del parque Fiordland

## Patrimonios naturales de la humanidad
- Parque nacional de Tongariro
- Te Wahipounamu, 26 000 km². Está formado por varios parques nacionales: Parque nacional Aoraki/Mount Cook, Parque nacional de Fiordland, Parque nacional del Monte Aspiring y Parque nacional Westland.
- Islas subantárticas de Nueva Zelanda, 13.868 km²

## Reservas marinas

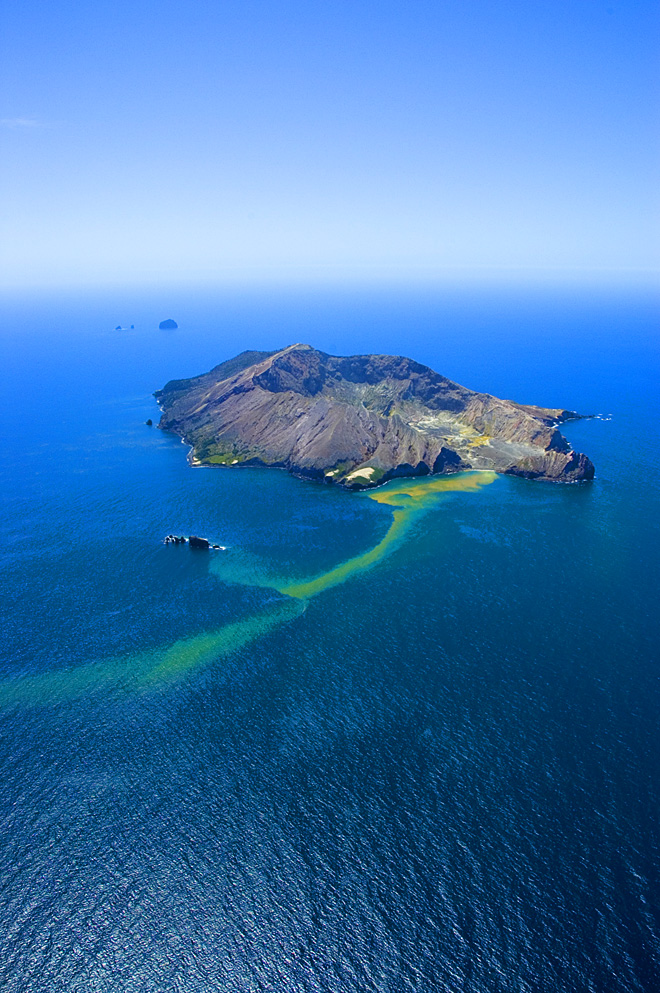
Isla Whakaari/White en la bahía de Plenty. Los islotes de Te Paepae o Aotea son visibles arriba a la izquierda.

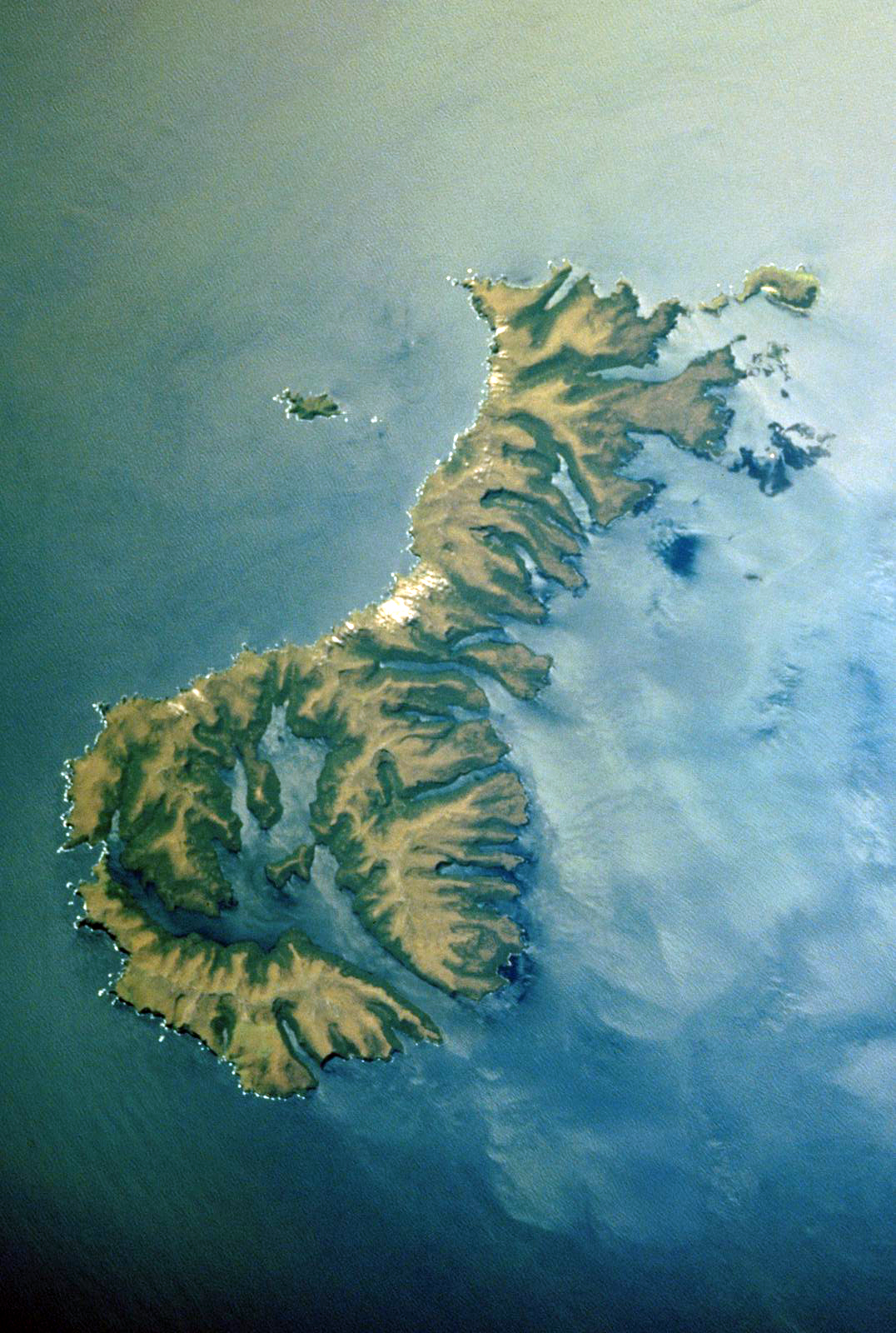
Islas Auckland, rodeadas por una importante reserva marina.

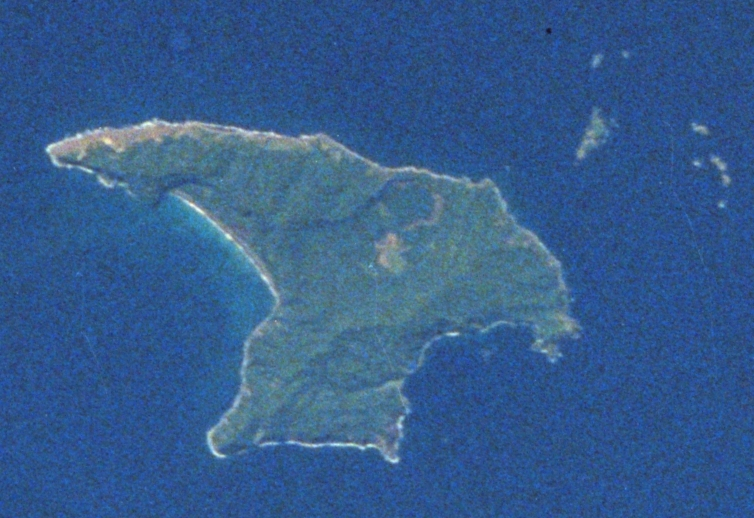
Isla Raoul, que forma parte de las islas Kermadec.

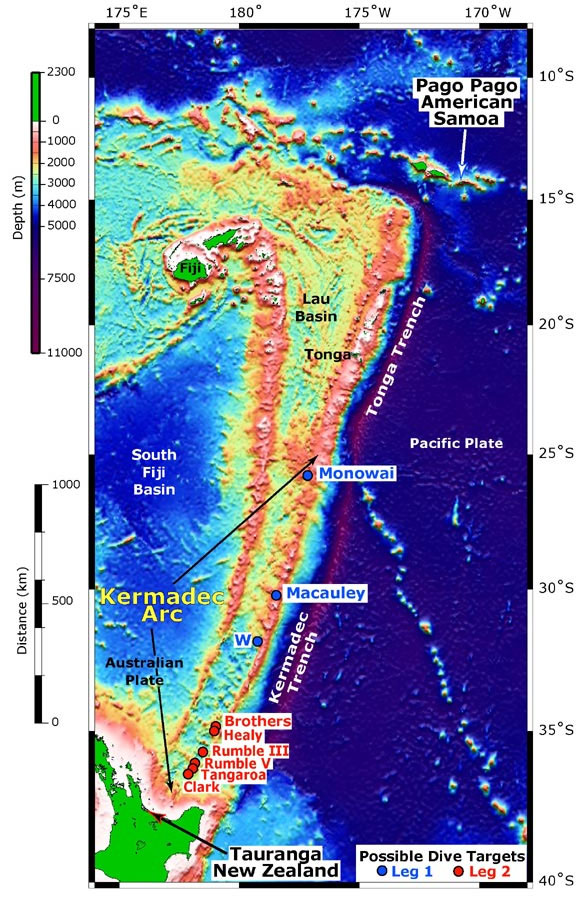
Arco de Kermadec entre el norte de Nueva Zelanda y Fiji. Al este hay una importante fosa oceánica de 8 km de profundidad.

- Isla de Tonga, 18,28 km², al norte de la Isla Sur, en el Parque nacional Abel Tasman.
- Westhaven (Te Tai Pu), 5,42 km², estuario en el extremo norte de la Isla Sur.
- Reserva marina Cabo Rodney-Punta Okakari, 5,56 km², al norte de Auckland, en la Isla Norte. La isla de Goat, base de operaciones del Laboratorio Marino Leigh, de la Universidad de Auckland, se encuentra en la reserva.
- Reserva marina de Kapiti, 21,67 km², al sur de la Isla Norte, al norte de Wellington, entre la costa, frente a Waikanae, y la isla Kapiti.
- Reserva marina de las Islas Auckland, 5.057 km², en torno a las islas Auckland (Auckland y Adams)
- Whanganui A Hei, 8,87 km²
- Moana Uta (Wet Jacket Arm), 20,17 km²
- Te Matuku, 6,88 km², al sur de la isla Waiheke, al este de Auckland.
- Isla de Ulva, 10,78 km², en el extremo sur, al este de la isla Stewart y el espacio marino que las separa.
- Motu Manawa (Isla de Pollen), 501 ha, al oeste de Auckland, en el extremo norte de la península de Rosebank.
- Long Bay-Okura, 9,63 km², en la costa, 20 km al norte de Auckland,
- Te Angiangi, 4,44 km², al este de la Isla Norte.[7]
- Pohatu, 2,34 km², al este de la Isla Norte, frente a la península del parque regional Tawharanui.
- Islas Poor Knights, 19,22 km², al norte de la Isla Norte, por encima de Auckland.
- Tuhua (Isla Mayor), 10,555 km², volcán en escudo frente a la Isla Norte en la bahía de Plenty.
- Long Island-Kokomohua, 623 ha, uno de los valles sumergidos glaciares o rías de Marlborough Sound, en el norte de la Isla Sur.
- Te Tapuwae o Rongokako, 24,72 km², al este de la Isla Norte, cerca de Gisborne.
- Islas Kermadec, 7.675 km², 800 a 1.000 km al nordeste de la Isla Norte, entre los 29° y 31.5° de latitud sur y los 178° y 179° de longitud oeste. Se trata de un arco insular volcánico donde la placa del Pacífico entra en subducción bajo la placa Indoaustraliana. Las islas principales, Raoul, Macauley, Cheeseman, Curtis, L'Havre y L'Esperance son los picos de sendos volcanes. Se trata de un sistema ecológico único, área de importancia para las aves e importante para los cetáceos; se han visto yubartas, rorcuales, cachalotes, zifios, orcas y ballenas francas, y en las profundidades volcánicas con aguas termales hay cangrejos de la especie Gandalfus puia.
- Wangarei Harbour, 239 ha, puerto natural en la costa este de la Isla Norte.
- Horoirangi, 91 ha, en el norte de la Isla Sur, al nordeste de la ciudad de nelson. Los arrecifes se extienden hasta 400 m de la costa y 20 m de profundidad.[8]
- Te Paepae o Aotea, 12,77 km², en la bahía de Plenty, en la Isla Norte, también conocidos como Volkner Rocks, son un grupo de islotes volcánicos de andesita que se elebvan gasta 113 m, con una visibilidad impresionante en el agua, hasta 35-40 m.
- Parininihi, 18,46 km², al oeste de la Isla Norte.
- Akaroa, 512 ha, al este de la Isla Sur, en la península de Banks.
- Kahurangi, 84,06 km², al noroeste de la Isla Sur.
- Hikurangi, 103,95 km², al este de la Isla Sur.
- Hautai, 854 ha, al oeste de la Isla Sur.
- Punakaiki, 35,19 km², al oeste de la Isla Sur.
- Costa glaciar Waiau, 45,6 km², en la costa oeste de la Isla Sur, frente a la desembocadura del río Waiho, parte del Parque nacional Westland, frente a varias lagunas costeras creadas por los detritos de las morrenas glaciares.[9][10]
- Tauparikākā, 16 ha, al oeste de la Isla Sur.[11] En la desembocadura del río Ship Creek hasta unos 200 m de la orilla.[12]
- Moutere Ihupuku (Isla de Campbell), 1.131,1 km²
- Moutere Mahou (Islas Antípodas), 2.173 km²
- Moutere Hauriri (Islas Bounty), 1.046,3 km²
- Tawharanui, 394 ha, al este de la Isla Norte, frente a la península del parque regional Tawharanui.
- Taputeranga, 855 ha, al sur de la Isla Norte, frente a Wellington.
- Tapuae, 14,5 km², al oeste de la Isla Norte

### Reservas marinas de Fiordland

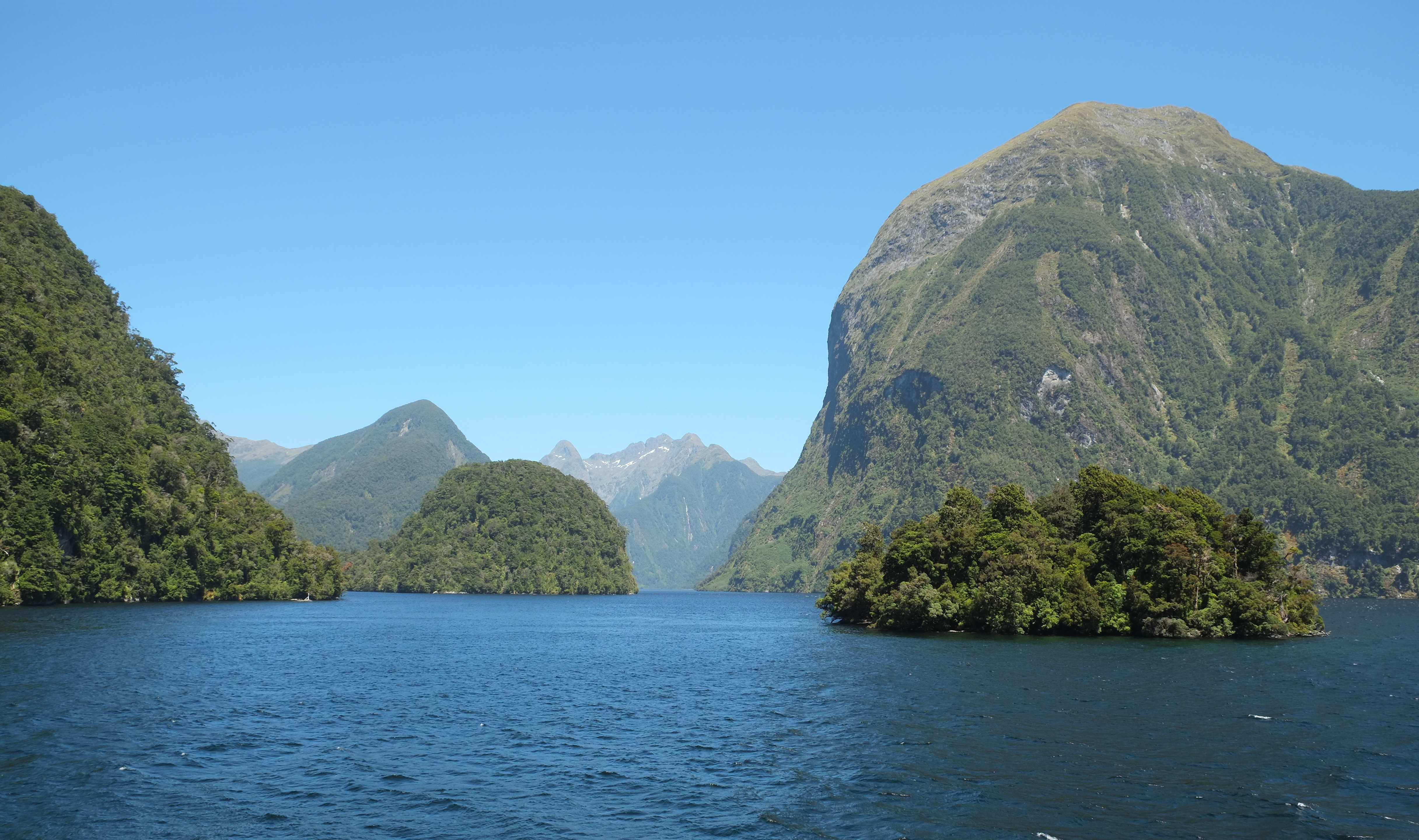
Paisaje típico de Fiordland, donde hay una decena de reservas marinas.

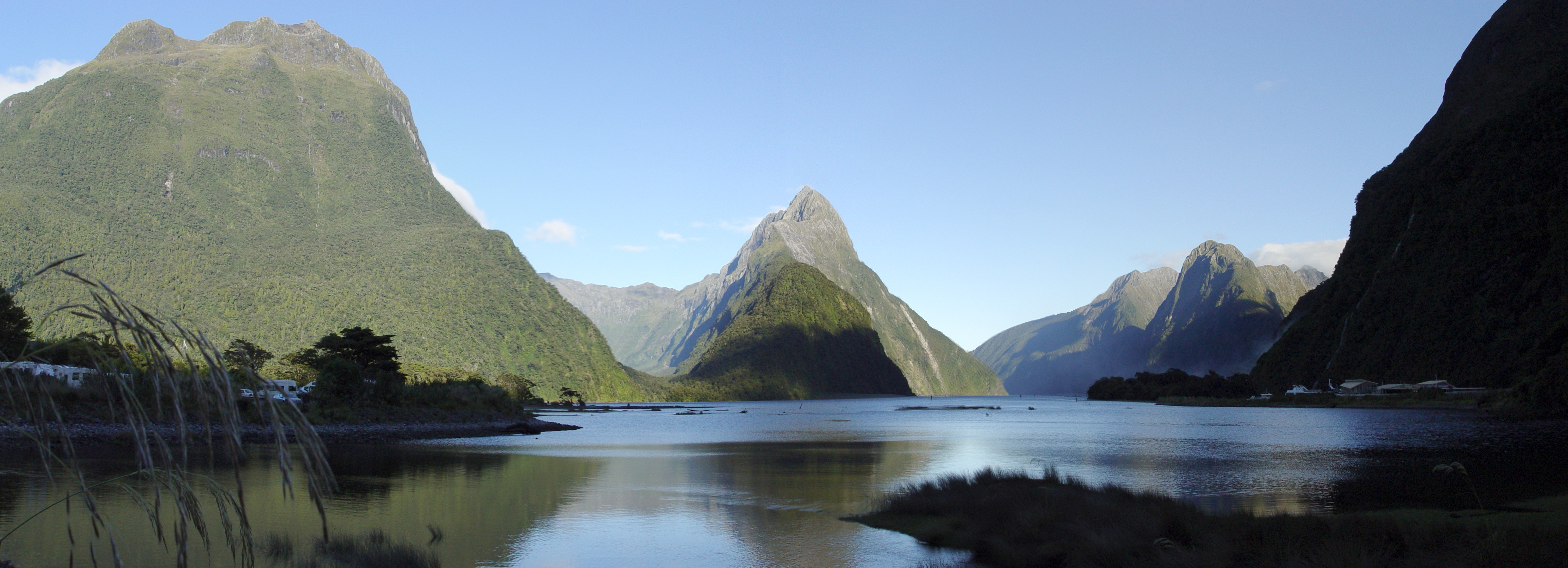
Panorama de Milford Sound en el sur de Nueva Zelanda, en los Fiordlands

En la región de Fiordland, en la esquina sudoccidental de la Isla Sur, dominada por los Alpes del Sur, hay diez reservas marinas. El paisaje en esta zona se caracteriza por los profundos fiordos en toda la costa. Algunas zonas son lo bastante inaccesibles como para que los efectos sobre la caza de ballenas o focas haya sido mínima, en parte debido al clima, muy inestable, con hasta doscientos días de lluvia y precipitaciones que van desde los 1200 mm en Te Anau, hasta los 8.000 mm en Milford Sound, el sitio más conocido por los turistas, en el Parque nacional de Fiordland y Patrimonio de la humanidad de Wahipounamu. El paisaje marino típico es el de profundos acantilados y hábitats protegidos de pared de roca.
- Taumoana (península Five Fingers), 14,66 km². La única que posee un arrecife rocoso expuesto a las olas. Se encuentra en la costa oeste de la isla Resolution, la mayor al sudoeste de la Isla Sur, de 208 km² y deshabitada. las montañas alcanzan los 1000 m y es un santuario de la naturaleza, ya que nunca ha sido invadida por las zarigüeyas, aunque sí que hay armiños, ratones y ciervos, y entre las especies nativas, los loros kaka y kea, y el kiwi.
- Hawea (Clio Rocks), 411 ha
- Kahukura (Gold Arm), 464 ha. Abundancia de corales Crojos y negros.
- Kutu Parera (Gaer Arm), 433 ha. Incluye hábitats de estuario en la entrada del río Camelot.
- Moana Uta (Wet Jacket Arm), 20,07 km². Abundancia de coral negro.
- Te Awaatu Channel (The Gut), 93 ha. Es la más pequeña.
- Piopiotahi (Milford Sound), 690 ha. Abundancia de coral negro.
- Isla Elizabeth (Nueva Zelanda)), 616 ha. Presencia de las raras esponjas vítreas amarillas.
- Te Hapua (Sutherland Sound)Te, 440 ha. Poco visitada porque en su acceso poco profundo rompen las olas.
- Te Tapuwae o Hua (Long Sound), 36,92 km². La más grande, con una entrada estrecha y poco profunda, lo que impide el intercambio de agua con el océano y favorece la particularidad de las especies. Abundan los pepinos de mar y los corales, sobre todo rojos.

## Sitios Ramsar

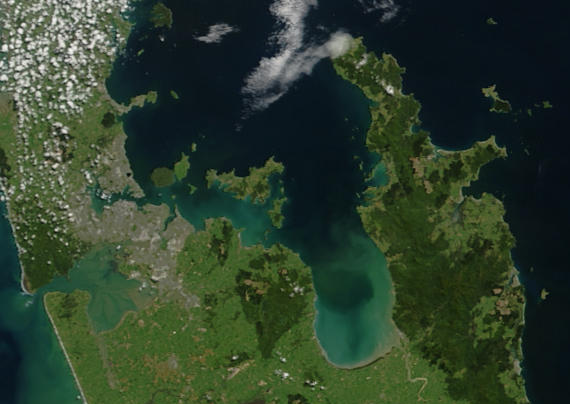
Península de Coromandel, donde se encuentra el estuario de Thames, la bahía grande al sudoeste.

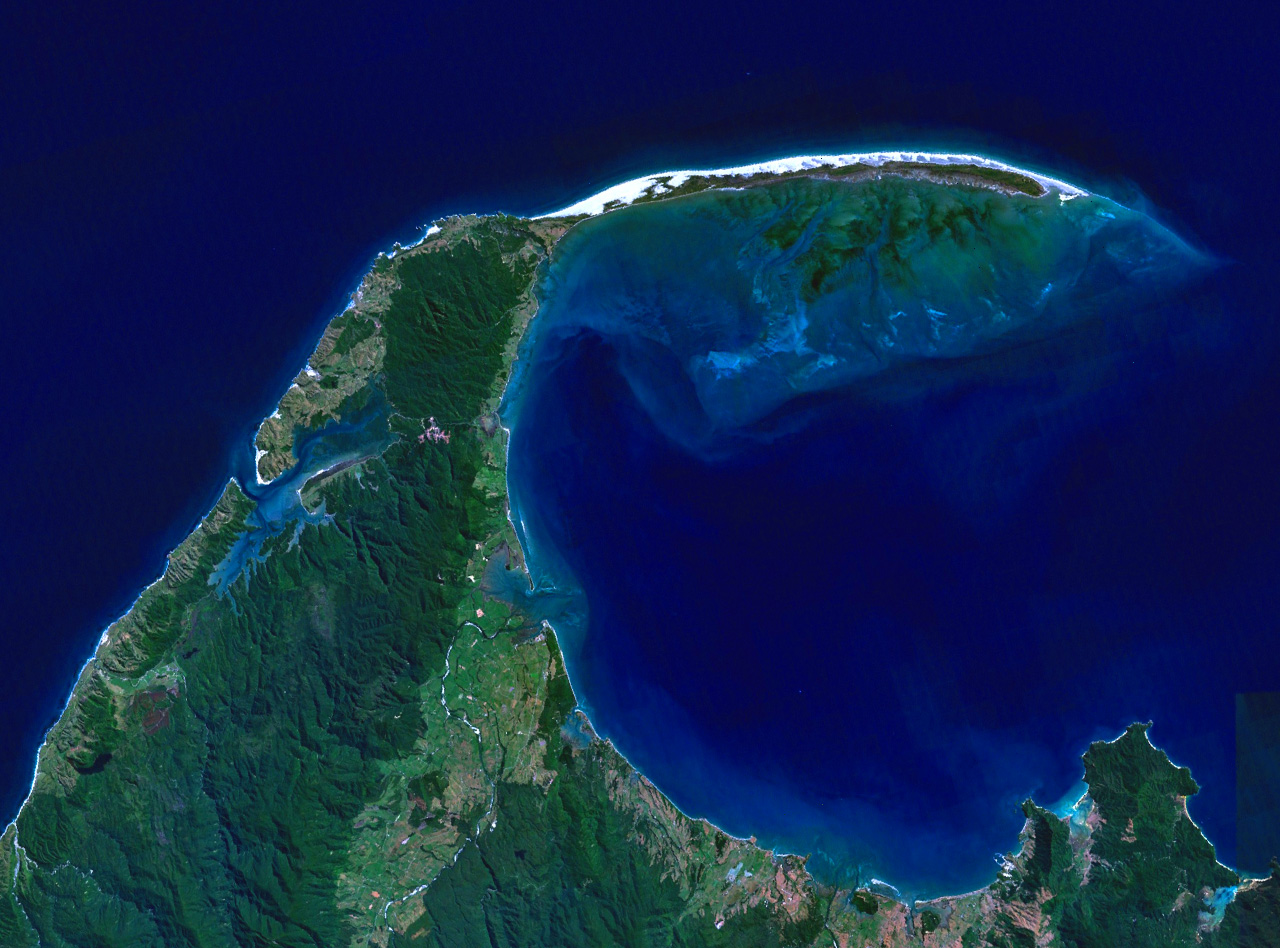
Cordón litoral de Farewell Spit cerrando por el norte la Golden Bay

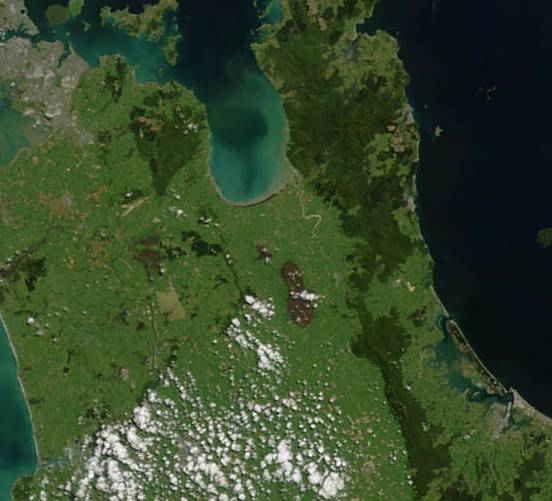
Kopuatai peat dome en la Isla Norte, centrado en los llanos de Hauraki como la huella marrón de un pie. Auckland está en el extremo noroeste, Tauranga en el sudeste.

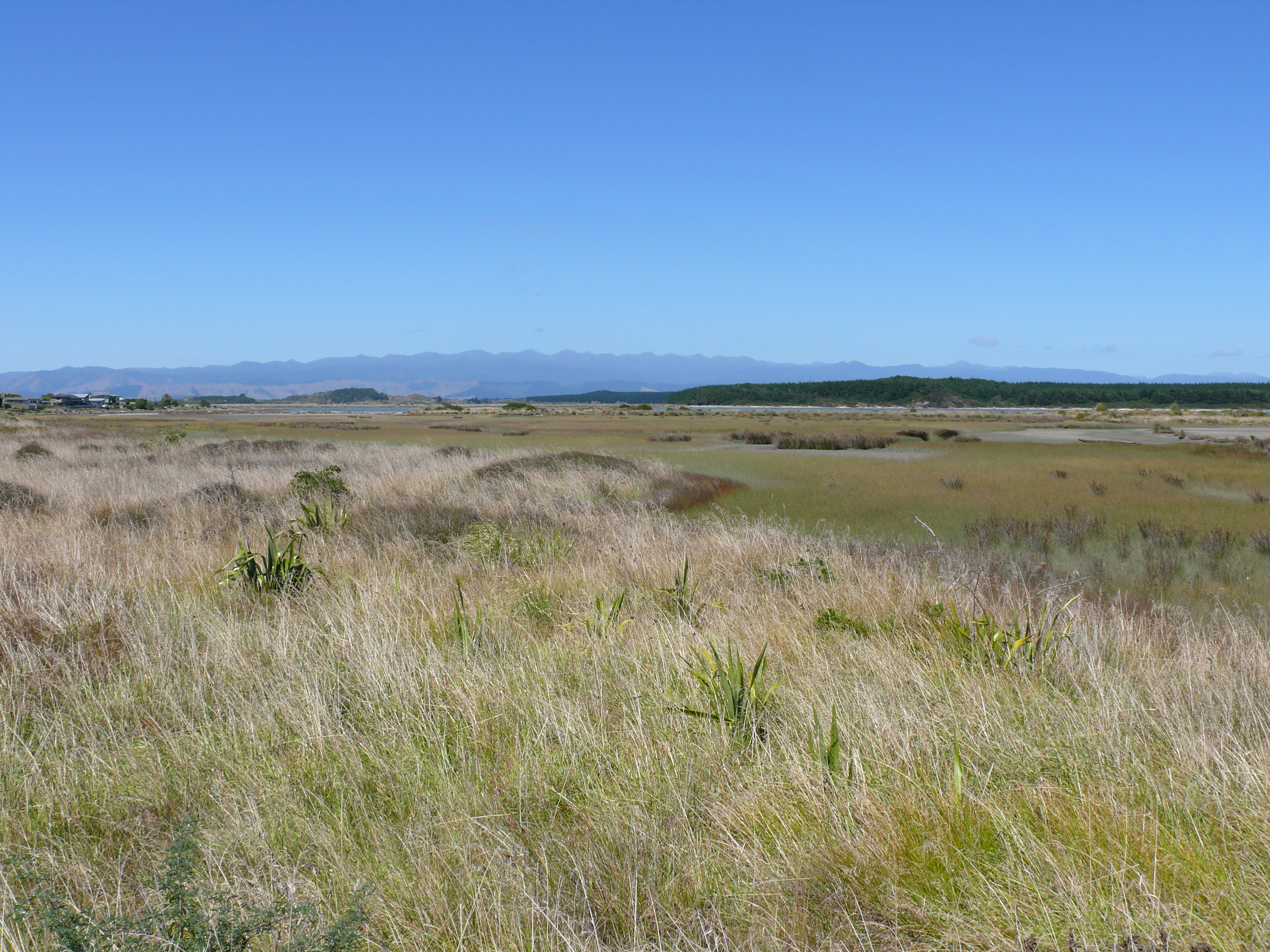
Estuario del río Manawatu.

- Estuario de Thames, 78 km², 37°13′S 175°22′E. En la desembocadura de los ríos Waihou y Piako, el primero de los cuales se llamaba anteriormente Támesis. En una zona rodeada de montañas y la llanura aluvial de los ríos, la bahía consiste en una zona de aguas poco profundas, lodazales y praderas, manglares, marismas y pantanos. Posee una zona de playa con crestas formadas por conchas en la que crecen hierbas. Importante para las aves zancudas y limícolas, y muy dañado por la influencia humana.[14]

- Humedal de Whangamarino, 59 km², 37°18′S 175°07′E. El segundo humedal ácido de la Isla Norte y la zona más importante de la isla para la cría del avetoro australiano.[15]

- Humedal de Awarua, 200 km², 46°34S 168°31E. También llamado 'sitio Ramsar de la laguna de Waituna'. Comprende lagunas costeras, pantanos, marismas, playas de grava, pozas y lagos, propicios para el anidamiento y la crianza de numerosas aves zancudas y otras aves acuáticas. También hay mariposas endémicas y dos especies de peces en peligro. Abundan las especies de plantas nativas, algunas típicas de regiones alpinas. La actividad humana incluye pesca, caza de aves y, en general, turismo.[16] Está situada en el extremo meridional de la Isla Sur de Nueva Zelanda. Se reconocen unas 73 especies de aves, con una expansión notable de la herbácea Leptocarpus,[17] introducida desde su apertura al mar.

- Farewell Spit, 114 km², 40°32′S 172°54′E. Al norte de la Isla Sur, en el extremo septentrional de Golden Bay, es un cordón litoral de arena de unos 30 km de longitud, con unos 6 km bajo el agua y una importante zona intermareal, que alarga de oeste a este.[18] El norte está expuesto a vientos constantes de 25 km/h. El sur, frente a Golden Bay, es más tranquilo y está cubierto de vegetación. Tiene un amplio historial de varamientos de ballenas.[19]

- Kopuatai Peat Dome, 102 km², 37°25′S 175°33′E. Área de conservación en régimen de mayordomía, es decir, que es una zona privada con un régimen especial de conservación. El mayor hábitat ácido intacto (raised bog) de Nueva Zelanda, rodeado por pantanos y lagunas asociadas, una zona importante para aves y plantas amenazadas con invertebrados notables. Se usa para la caza de aves.[20] Consiste en dos pequeños domos de unos tres metros de altura en el centro, uno en el norte y otro en el sur. La mayor parte es ombrotrófica, es decir, que recibe el agua de la lluvia, ácida y con pocos nutrientes.

- Estuario y boca del río Manawatu, 2 km², 40°28′S 175°13′E. Al sudoeste de la Isla Norte, en la desembocadura del río Manawatu, en un estuario de tamaño medio con una elevada biodiversidad, importante para las aves migratorias, incluyendo el chorlitejo piquituerto, el avetoro australiano, la pagaza piquirroja, el chorlitejo de dos bandas, el charrán maorí y el chorlitejo de las Chatham. Las marismas saladas poseen una abundante población de la pequeña paseriforme yerbera maorí. El lugar es rico en pesca y contiene restos arqueológicos del periodo Moa Hunters, entre 1400 y 1650, de la cultura maorí.[21] La zona está amenazada por el turismo y las plantas invasoras, especialmente la espartina.[22]

## Islas santuario

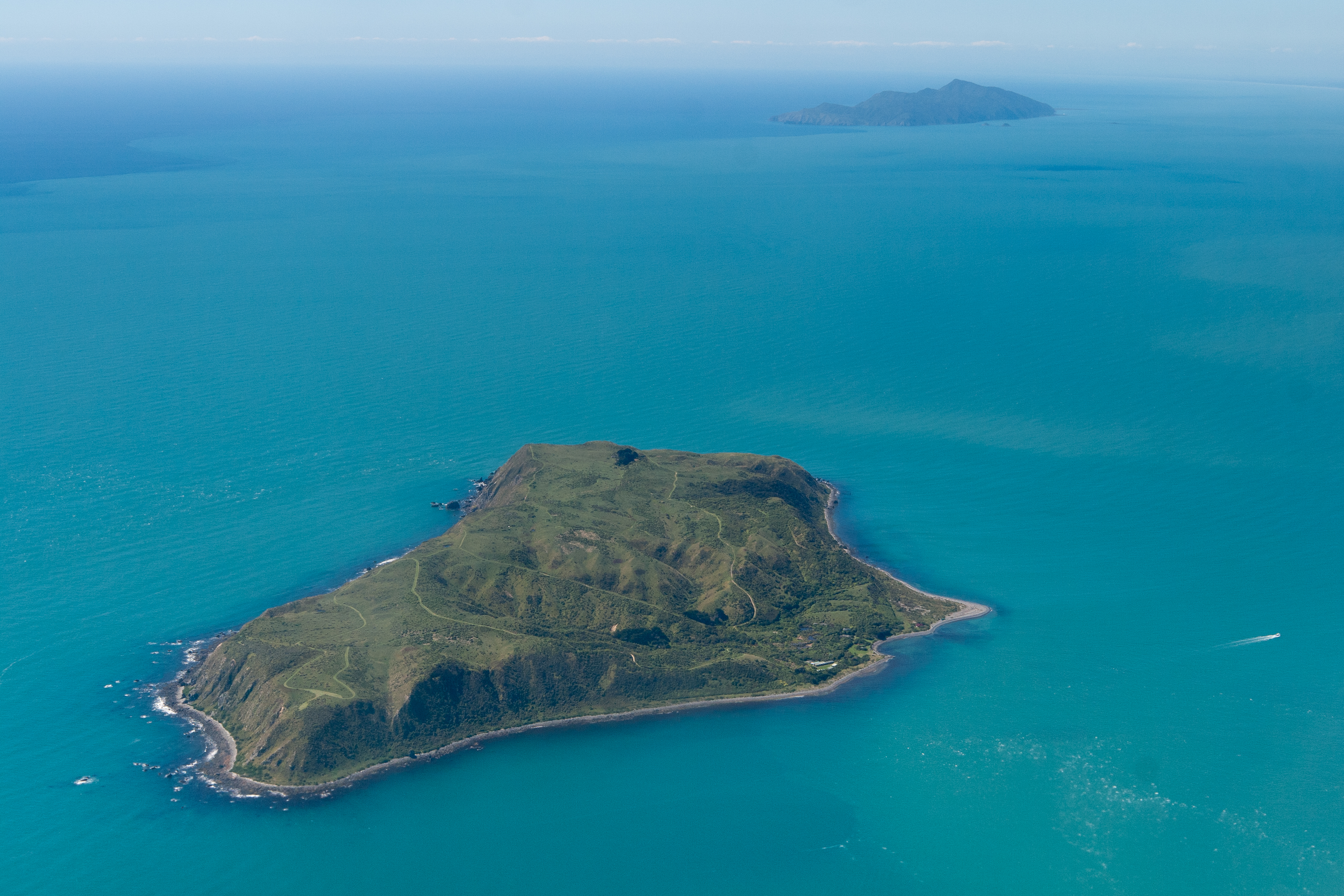
Islas de Mana, en primer término, y Kapiti, al fondo.

Hay numerosas islas protegidas en Nueva Zelanda, muchas de ellas consideradas santuarios, aunque en la calificación de la IUCN ocupan distintas categorías. Las principales son:
| - Isla Blumine - Islas The Brothers - Isla Codfish - Isla Kapiti - Isla Little Barrier - Isla de Mana | - Isla de Maud - Isla de Matiu/Somes - Isla de Motutapu - Islas Poor Knights - Isla de Rangitoto | - Isla Resolution - Isla Stephens - Isla Stewart - Isla Tiritiri Matangi - Isla Ulva - Isla Whakaari/White |

## Santuarios de la naturaleza[23]
- Pupu Rangi, 100 ha.[24]
- Santuario abierto de Shakespear.[25]
- Brook Waimarama, 715 ha.[26]
- Santuario abierto de Tāwharanui.[27]
- Glenfern Sanctuary Charitable Trust, 240 ha.[28]
- Ecosantuario de Orokonui, 300 ha.[29]
- Ecosantuario de Waikereu.[30]